# Groupe Ulbricht
Le groupe Ulbricht (Gruppe Ulbricht) est un groupe formé de membres en exil du Parti communiste d'Allemagne (KPD), dirigé par Walter Ulbricht, et chargé par les Soviétiques de poser les bases de la reconstruction allemande en 1945, au lendemain de la Seconde Guerre mondiale. Composé de permanents du parti et de dix « prisonniers de guerre antifascistes », il s'emploie à rechercher des opposants au fascisme en vue de remettre sur pied les organisations communistes et les syndicats à Berlin après la guerre.

## Activité
En provenance de Moscou, le groupe Ulbricht atterrit en Allemagne à une soixantaine de kilomètres de Francfort-sur-l'Oder le 1er mai 1945. Le 2 mai, le groupe entre pour la première fois dans Berlin dévasté. Cela alors qu'un « groupe de reconnaissance préliminaire » américain ne sera officiellement autorisé à entrer dans Berlin que le 23 juin 1945 (mais les Soviétiques multiplient les incidents et pratiquent une politique dilatoire : le pouvoir soviétique essaie de profiter de son avance). Ainsi, le gouvernement de la ville, appelé le Magistrat, compte 17 membres, dont neuf sont des communistes.
Le groupe Ulbricht conçoit une Allemagne unie. Il ne veut pas proposer un régime soviétique, car il sait[réf. nécessaire] que cet État serait rejeté. Il propose alors un programme en 4 points :
1. Réforme agraire (die Bodenreform). Au nord-est de l’Allemagne existent de grandes propriétés terriennes dirigées par les Junkers (noblesse prussienne) fournisseurs de gradés dans l’armée prussienne, puis allemande ; et habitées par une classe paysanne pauvre. Le Parti communiste d'Allemagne (Kommunistische Partei Deutschlands - KPD) réclame une répartition des terres entre tous les paysans.
2. Nationalisation de l’industrie : mines, chimie, etc. Le KPD pensait que l’industrie lourde avait aidé les nazis à s'emparer du pouvoir.
3. Organisation d’élections libres et secrètes.
4. Réalisation de l’unité de la classe ouvrière. Avant l’arrivée des nazis au pouvoir, il y avait deux partis ouvriers (le SPD, plus vieux parti d’Europe, créé en 1865, et le KPD). Les partis ouvriers étaient divisés face aux nazis. Les communistes réclament alors l’unification du KPD et du SPD et contraignent les socialistes de la zone d'occupation soviétique à s'allier avec les communistes. L'unification, exigée par Staline, devient officielle le 22 avril 1946. Le nouveau parti porte le nom de Parti socialiste unifié d'Allemagne (SED) .

## Membres du groupe Ulbricht
- Walter Ulbricht (1893–1973)
- Fritz Erpenbeck (1897–1975)
- Karl Maron (1903–1975)
- Hans Mahle (1911–1999)
- Walter Köppe (1891-1970)
- Richard Gyptner (1901-1972)
- Wolfgang Leonhard (1921-2014)
- Otto Winzer (1902-1975)
- Gustav Gundelach (1888–1962)
- Otto Fischer (1901-1974)

## Citation
- « Il faut que ça ait l'air démocratique, mais tout doit être entre nos mains. » Walter Ulbricht à Wolfgang Leonhard[5].